# Fre de tambor

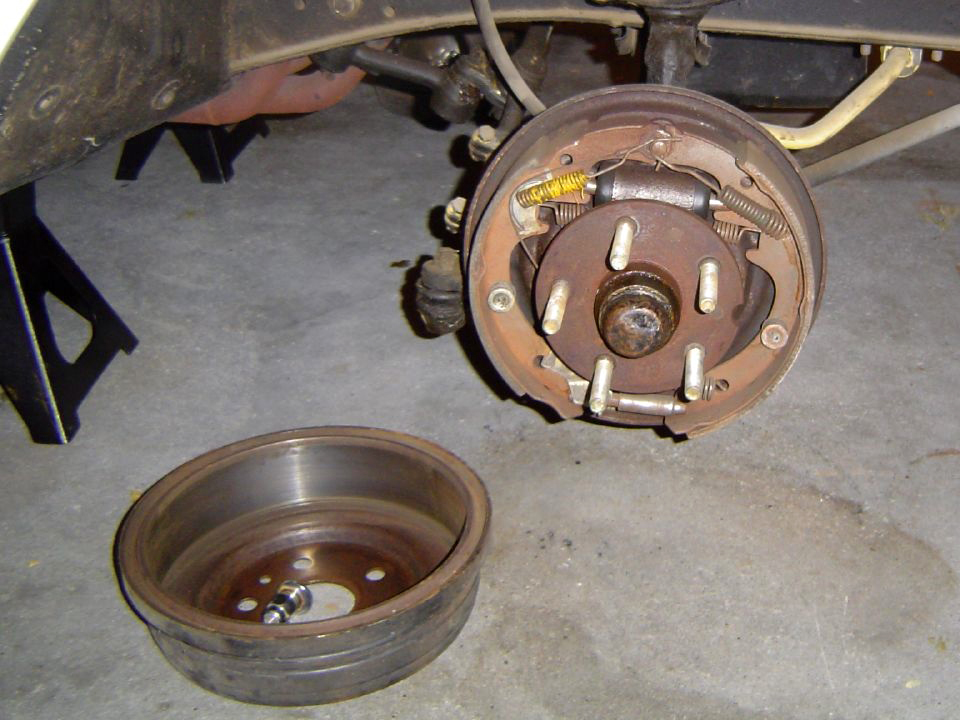
Fre de tambor amb el tambor desmuntat, dels emprats en les rodes de cotxes o camions

El fre de tambor o fre de campana és un tipus de fre en el qual la fricció es genera mitjançant un parell de sabates que pressionen contra la superfície interior d'un tambor giratori, el qual està connectat a l'eix o la roda.

## Història

Diversos esquemes de funcionament del fre de tambor, en negre, destaquen la força de distribució durant la fase de frenada.

Els frens de tambor moderns els va inventar en Louis Renault el 1902, encara que un tipus de fre similar però menys sofisticat ja l'havia utilitzat en Wilhelm Maybach un any abans. En els primers dissenys les sabates eren actuades mecànicament; a mitjans dels anys trenta es va introduir un sistema hidràulic per mitjà d'un oli especial, si bé el sistema clàssic es va seguir utilitzant durant dècades en alguns models.
Les sabates eren un element que calia ajustar regularment fins que en els anys cinquanta es va introduir un sistema de auto-tensat que fa innecessari l'ajust manual. Als anys seixanta i setanta es van deixar de fabricar cotxes amb frens de tambor en l'eix davanter. En el seu lloc es va anar introduint el fre de disc de la mateixa manera que en les motos (i fins i tot bicicletes) i actualment tots els vehicles els incorporen com a mínim en l'eix davanter.

## Funcionament
El tambor gira juntament amb les rodes. En el moment en què s'acciona el fre, unes sabates són pressionades contra el tambor generant fricció per aturar el vehicle. El component principal és un cilindre anomenat tambor, dins de qual hi ha els altres components: el bombí, les sabates, el plat suport i els ressorts.

### Sabates del fre

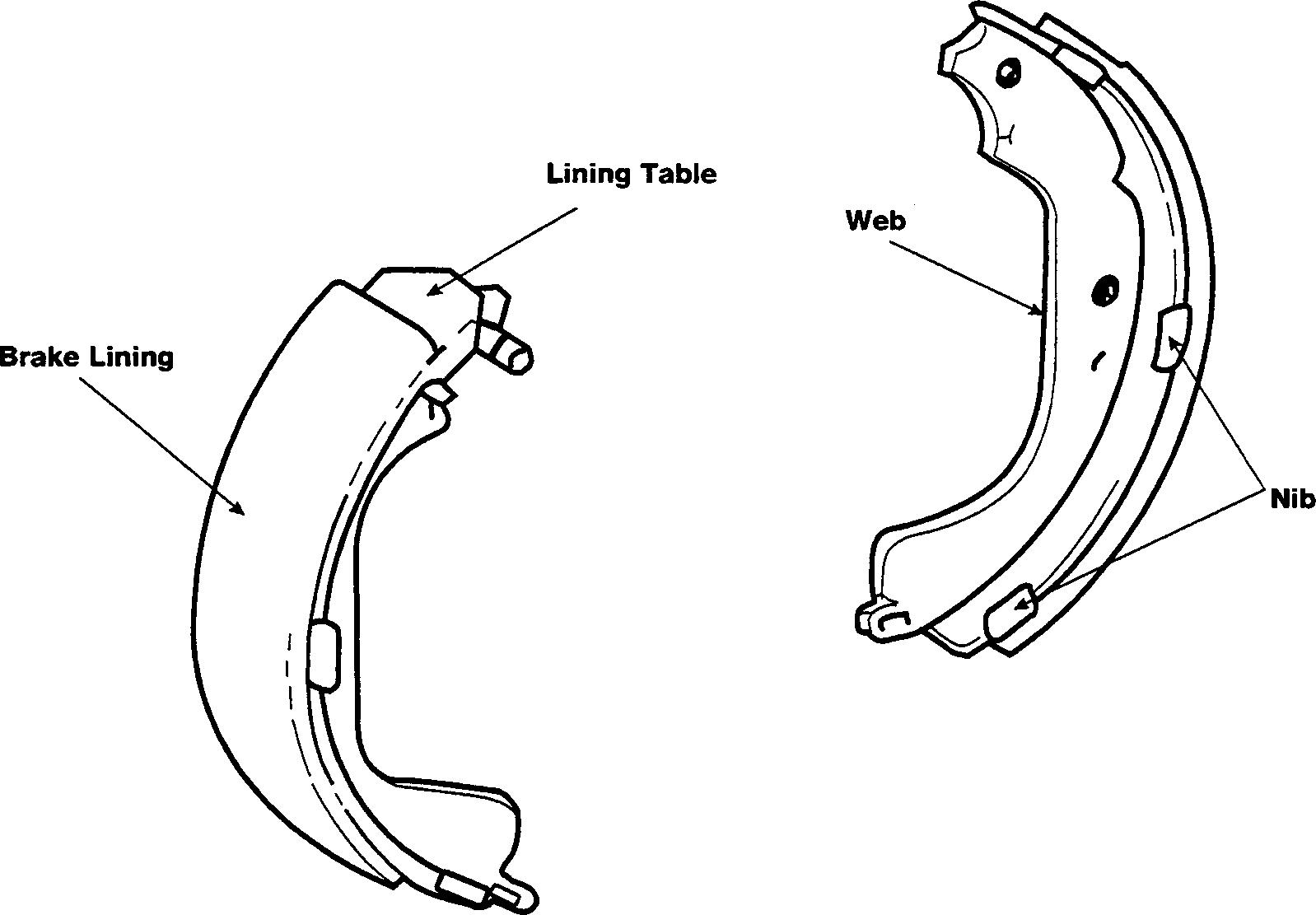
Conjunt de sabates

Les sabates del fre en general estan fetes de dues peces d'acer soldades entre si. El material de fricció està reblat al revestiment o enganxat amb un adhesiu. La peça amb forma de mitja lluna té forats i ranures en diferents formes que subjecten els elements de reajustament automàtic, el ressort recuperador, la unió amb el fre d'estacionament i el suport d'atac del bombí. Tota la força del cilindre és aplicada a través de la xarxa a la sabata i al revestiment de frenada. La vora del revestiment en general té tres talls o osques en forma de "V", que descansen contra els coixinets de suport del plat posterior en el qual les sabates estan instal·lades. Cada conjunt de fre té dues sabates, una primària i una altra secundària. La sabata primària està ubicada mirant cap al front del vehicle i té el folre o revestiment ubicat diferent de la sabata secundària. Molt sovint, les dues sabates són intercanviables, així que una inspecció detallada davant de qualsevol variació és important.
Els revestiments han de ser resistents a la calor i al desgast. També han tenir un alt coeficient de fricció que no es vegi afectat per fluctuacions en temperatura i humitat. Els materials dels quals estan fetes les sabates inclouen modificadors de fricció (els quals poden incloure grafit i closques de castanyes), metalls polvoritzats -com ara plom, zinc, bronze, alumini i altres metalls- que resistents al calor, aglutinants, agents de curat i farcits com ara trossos de goma per disminuir el soroll al frenar., antigament tenien amiant.

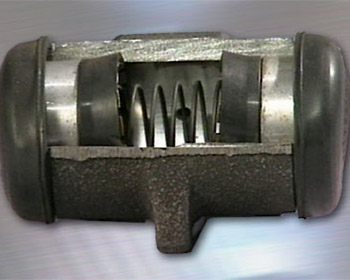
Secció d'un bombí (fre de tambor)

## Pèrdua d'eficàcia en la frenada
El procés de pressionar les sabates contra el tambor generant fricció per aturar el vehicle, genera calor. Quan la calor no es dissipa ràpidament les sabates es sobreescalfen i el fre deixa de funcionar correctament. Això és conegut com a cristal·lització de les sabates.
La pèrdua d'eficàcia dels frens es coneix com a fadding. L'escalfament excessiu provoca la disminució d'adherència del material emprat en els revestiments de les sabates. Un cop es refreda el material recupera les seves característiques. Aquest fenomen també s'ocasiona quan el líquid de frens es vaporitza temporalment dins dels bombins degut a una deficient qualitat.

## Avantatges i desavantatges

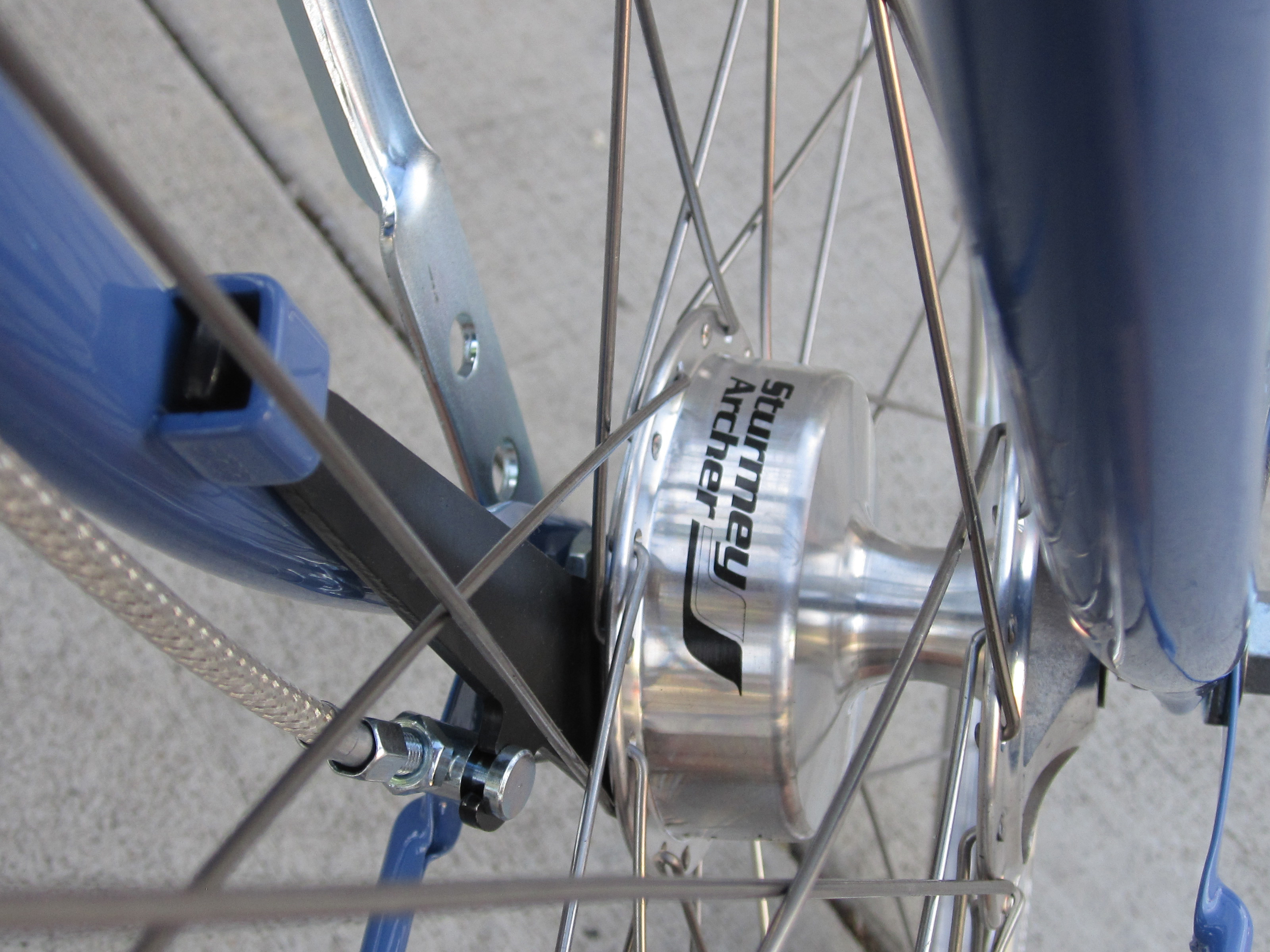
Fre de tambor de bicicleta

El sistema de frens de tambor té l'avantatge de ser molt efectiu, tenir un baix cost i una llarga durada. Però posseeix l'inconvenient de la ventilació. Això és degut al fet que els frens de tambor amb sabates internes tenen poca capacitat de dissipar la calor generada per la fricció, la qual cosa fa que es sobre-escalfin fàcilment. En aquests casos, el tambor es deforma i cal pressionar amb més força per obtenir una frenada acceptable.
Els frens de tambor presenten l'avantatge de protegir el sistema contra projeccions d'aigua, fang, etc .., fent-los més idonis per a condicions de neu o pluja, en camins o carreteres secundàries. Actualment, els frens de tambor se segueixen utilitzant en els vehicles de gamma baixa, sobretot a les rodes del darrere, causa del seu menor cost sobre els frens de disc. També perquè els frens posteriors treballen tot just un 30 per cent del que ho fan els davanters. En els vehicles de gran tonatge, amb sistemes de frenat per aire a pressió, com els camions, segueixen emprant-se per la gran superfície d'intercanvi d'energia per fricció que presenten, molt més gran que la d'una pastilla de disc.

## Ratlladures
Quan la sabata es desgasta, els reblons que la fixen freguen el tambor i el ratllen, això passa perquè l'operador del vehicle, generalment, no ha pres les accions preventives i periòdiques necessàries.